# Super Smash Bros. Melee
Super Smash Bros. Melee (jap. 大乱闘スマッシュブラザーズDX Dairantō Smash Brothers DX) – gra komputerowa należąca do gatunku bijatyk, wydana na konsolę GameCube. Gra jest kontynuacją Super Smash Bros. wydanej na Nintendo 64, poprzedniej konsoli Nintendo. 

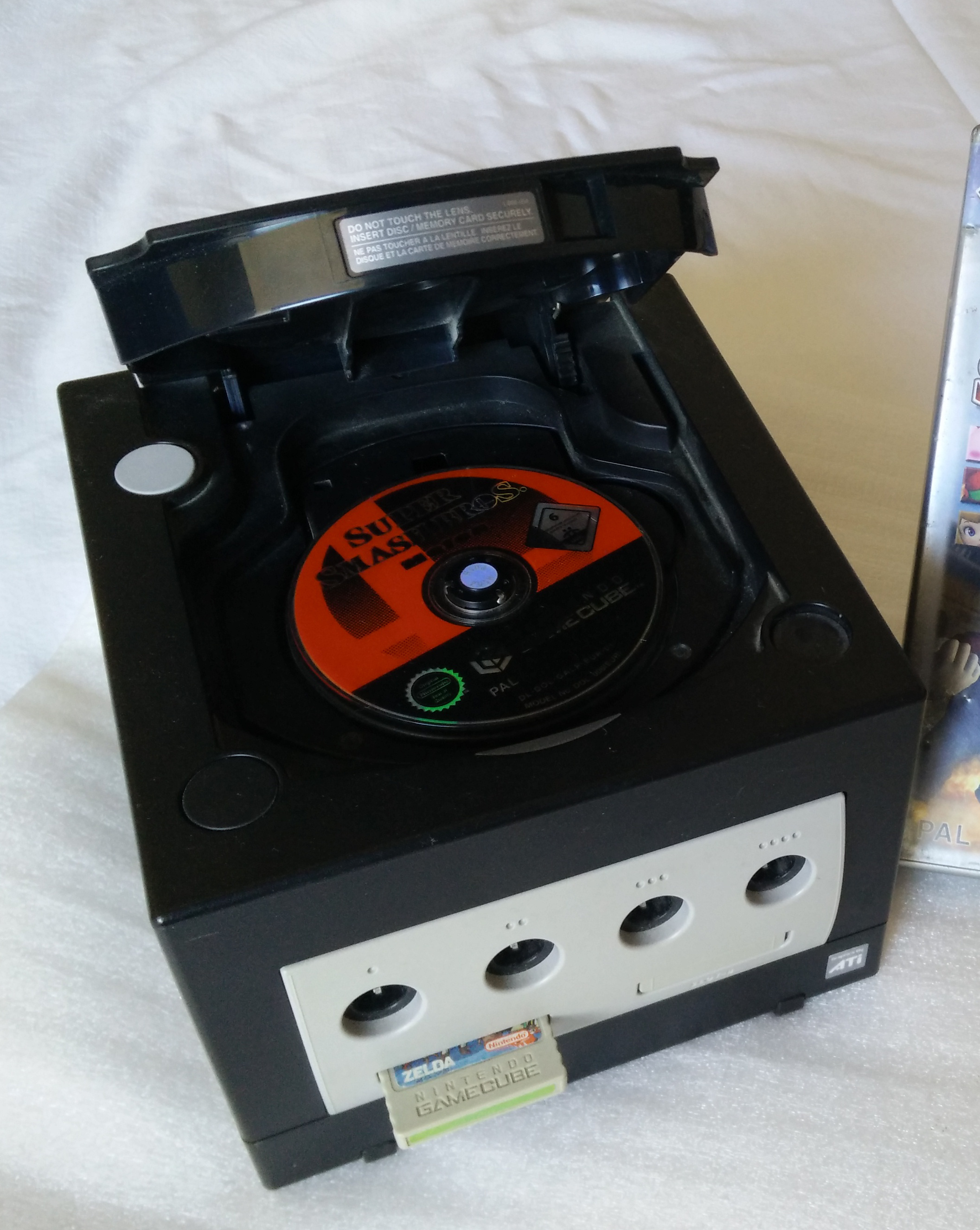
Płyta z Super Smash Bros. Melee w konsoli Gamecube.

SSBM jest najlepiej sprzedającym się tytułem w historii konsoli osiągając wynik 7 mln sprzedanych kopii. Gra doczekała się kontynuacji w postaci Super Smash Bros. Brawl na konsolę Wii.